# Santorcaz
Santorcaz er en by og kommune i det centrale Spanien i Madrid-regionen. Den har et indbyggertal på 999 (2024) indbyggere.